# Rato-espigueiro
O rato-espigueiro (Micromys minutus) é uma espécie de mamíferos roedores da família dos murídeos, presente nas regiões paleoártica e na indo-malaia.

## Descrição
O rato-espigueiro tem 5-7cm de comprimento e pesa 4-6g. A maior parte nasce em agosto, sem visão e sem pelo, mas ficam independentes ao 16.º dia de vida. Vivem, em média, 18 meses.